# Saraya
I Saraya furono un gruppo hair metal formato nel 1987 nel New Jersey.

## Storia
Fondati nel 1987 dalla cantante Sandi Saraya ed il tastierista Gregg Munier, la band venne inizialmente battezzata Alsace Lorraine, con l'aggiunta del chitarrista Tony Rey Bruno, il bassista Gary Taylor ed il batterista Chuck Bonfante. Questi ultimi tre avevano suonato con l'ex-tastierista di Foreigner e Spys, Al Greenwood, nel gruppo newyorkese Swift Kick. Inoltre Bruno e Bonfante avevano suonato assieme ai futuri membri dei Danger Danger, Mike Pont e Bruno Ravel, sempre con il tastierista Al Greenwood in una reinterpretazione band chiamata Hotshot. Questa band si sciolse nel 1987, e mentre Pont e Ravel fonderanno appunto i Danger Danger, Bruno e Bonfante diverranno membri dei Saraya (inizialmente sotto il nome di Alsace Lorraine).
Bruno e Bonfante avevano inoltre collaborato con l'ex cantante dei Rainbow Joe Lynn Turner nel suo secondo disco solista (infine mai realizzato), prima che questo entrasse nella band di Yngwie Malmsteen.
Poco dopo gli Alsace Lorraine cambiarono nome in Saraya e si spostarono a Los Angeles in cerca di fortuna. Tuttavia la permanenza a L.A. ebbe una breve durata, ed il gruppo tornò presto a casa deluso a causa del mancato contratto discografico. Incontrarono poi Sandy Lizner, che diventerà il loro mentore e collaboratore, e sarà lui che li introdurrà al manager dell'etichetta discografica con cui firmeranno un contratto, la Polydor Records. Nel 1989, pubblicarono l'omonimo Saraya, sotto la produzione di Jeff Glixman (già produttore di Kansas, Saxon e Black Sabbath). Il disco era composto da un hair metal melodico e raffinato, arricchito dalle atmosfere AOR e dalla voce di Sandi Saraya, che presentava delle similitudini con Pat Benatar e Ann Wilson degli Heart.
La band scalò la classifica di Billboard grazie anche alle hit "Back to the Bullet" e "Love Has Taken Its Toll", di cui vennero girati anche dei videoclip. Suonarono al fianco dei Bad English negli States, e ciò incrementò la loro popolarità.
Il gruppo capitalizzò il successo grazie alla partecipazione alla colonna sonora del film Sotto shock (titolo originale Shocker), con la ballad "Timeless Love". Il brano era stato composto dal noto produttore Desmond Child e non apparirà in nessun disco del gruppo. Venne chiesto a Steve Lukather dei Toto di suonare la chitarra solista in questo brano.
Tony Rey Bruno rimase in contatto con i suoi vecchi colleghi nei Danger Danger, e partecipò alle registrazioni del loro debutto discografico, l'omonimo Danger Danger, pubblicato nello stesso 1989.
A seguito di incomprensioni interne, Taylor e Munier abbandonarono la band nel 1990 e furono sostituiti rispettivamente da Barry Dunaway (ex Pat Travers e Yngwie Malmsteen) e John Roggio. Seguì la pubblicazione del secondo album, When the Blackbird Sings, prodotto da Peter Collins (Rush, Alice Cooper, Bon Jovi, Queensrÿche). Il brano "Seducer" venne trasmesso su MTV.
Il chitarrista Tony Rey cambiò il suo nome Tony Bruno in occasione di quest'album. Questo disco era più incentrato sulle chitarre rispetto al precedente, tuttavia l'ex tastierista Gregg Munier partecipò al disco solo nel ruolo di corista, mentre John Roggio partecipò solo alle date del tour. Sandi Saraya sposò il bassista dei Tesla, Brian Wheat, durante il periodo della pubblicazione del secondo disco, ma i due presto divorziarono. Questo lavoro non ottenne successo, presumibilmente a causa del cambio di tendenze musicali e dell'irruzione del fenomeno grunge.
Girarono alcune voci sull'eventuale registrazione di un terzo album, ma non fu mai realizzato ed i Saraya si sciolsero da lì a poco.
Dopo lo scioglimento, Chuck Bonfante raggiunse le band Drive, She Said ed infine fondò un progetto con Mark Mangold ed il cantante dei Tyketto, Danny Vaughn chiamato Flesh and Blood. Tony Bruno successivamente raggiunse la band di Joan Jett, i Blackhearts, pubblicando il disco Pure and Simple nel 1994. In seguito tornò nella formazione dei Danger Danger apparendo nei dischi Four the Hard Way (1998) e The Return of the Great Gildersleeves (2000). Dunaway continuò la carriera nella band di Yngwie Malmsteen. Gregg Munier morì il 3 febbraio 2006 a causa di una grave forma di polmonite.

## Formazione

### Ultima
- Sandi Saraya – voce (1987-92)
- Tony Rey Bruno – chitarra (1987-92)
- Barry Dunaway – basso (1990-92)
- Chuck Bonfante – batteria (1987-92)
- John Roggio – tastiere (1990-92)

### Ex componenti
- Gary Taylor – basso (1987-90)
- Gregg Munier – tastiere (1987-90)

## Discografia

### Album in studio
- 1989 – Saraya
- 1991 – When the Blackbird Sings

### Singoli
| Anno | Titolo                    | US Hot 100 | US Rock |
| ---- | ------------------------- | ---------- | ------- |
| 1989 | "Back to the Bullet"      | 63         | 26      |
| 1989 | "Love Has Taken Its Toll" | 64         | 9       |
| 1989 | "Get U Ready"             | -          | 33      |
| 1990 | "Timeless Love"           | 85         | -       |